# Bandera civil
Una bandera civil es aquella bandera para uso civil.
En algunos países, la bandera civil es la misma que la bandera estatal pero sin el escudo de armas, como en el caso de las banderas de Perú, Serbia y España. En otros, se trata de una alteración de la bandera de guerra.
En Escandinavia, las banderas estatales y de guerra pueden ser variantes de doble o triple cola de la bandera de la cruz escandinava. 

## Ejemplos

### Banderas civiles actuales
| País    | Bandera | Descripción                                                                              |
| ------- | ------- | ---------------------------------------------------------------------------------------- |
| Perú    |         | Bandera nacional y civil, adoptada en 1950.                                              |
| Serbia  |         | Bandera civil adoptada en 2004, adoptada históricamente en 1882 y estandarizada en 2014. |
| España  |         | Bandera civil, adoptada el 29 de diciembre de 1978.                                      |
| Bolivia |         | Bandera nacional y civil, adoptada en 1851.                                              |

### Banderas civiles históricas
| País             | Años      | Bandera |
| ---------------- | --------- | ------- |
| Reino de Italia  | 1861-1946 |         |
| Reino de Cerdeña | 1816-1848 |         |
| Dinastía Pahlaví | 1964-1980 |         |
| Haití            | 1964-1986 |         |